# ピエール・チュレル
1. ピエール・チュレル（Pierre Turrel）は、16世紀フランスの占星術師。本項で詳述。
2. ピエール・チュレル（Pierre Turrel）は、16世紀後半にパリで活動したシャンパーニュ出身の弁護士。1576年に王位継承のあり方に関する著書を刊行した。

ピエール・チュレル（Pierre Turrel, 15世紀末頃-1547年頃）は、フランスの教育者、占星術師。主著『絶頂、つまりは世界の終わり Le Période, c’est-à-dire la fin du monde 』は、リシャール・ルーサやノストラダムスなど、後続の占星術師たちに影響を及ぼした。なお、名前は、ピエール・チュロー（Pierre Tureau）、ペトルス・チュレルス（Petrus Turellus）とも言う。
ピエール・チュレルは、15世紀末頃にオータンで生まれた。ディジョンの学校で哲学と数学を教え、のちに校長となった。占星術に傾倒していたことで知られ、それにより司法当局に召喚されたこともあったが、元教え子のマコン司教ピエール・デュ・シャテルの弁護によって放免となった。
彼はいくつかの占星術関連の著作をものした一方で、地方史の手稿『ブルゴーニュ史と同地方の年表』をまとめている。

## 著書
- 『アルカビティウスの判断占星術原論』（リヨン、1518年-1523年頃）
イスラム世界の占星術書に注釈を加えて出版したもの。刊行年はアンリ・ボードリエによる推定。現在は現在はガリカデジタル図書館（フランス国立図書館）で公開されている
- 『3月10日に始まり、一年後の同じ日に終わる1523年向けの暦付きの大いなる占筮』（ディジョン、1522年頃）
- 『現在ブルゴーニュと呼ばれているユピテルの地方に関する、星々とその配置による1529年向けの宿命的予測』（リヨン）
- 『絶頂、つまりは世界の終わり』（リヨン、1531年）